# Liste de ponts d'Algérie
Cet article a pour objet de présenter une liste de ponts remarquables d'Algérie, tant par leurs caractéristiques dimensionnelles, que par leur intérêt architectural ou historique.
La catégorie lien donne la classification de l'ouvrage parmi ceux présentés et propose un lien vers la fiche technique du pont sur le site Structurae, base de données et galerie internationale d'ouvrages d'art. La liste peut être triée selon les différentes entrées du tableau pour voir ainsi les ponts en arc ou les ouvrages les plus récents par exemple.
Les colonnes portée et longueur, exprimées en mètres indiquent respectivement la distance entre les pylônes de la travée principale et la longueur totale de l'ouvrage, viaducs d'accès compris.

## Ponts présentant un intérêt historique
|    | Photo | Nom                                      | Arabe           | Distinction                                                           | Long. | Type                                                       | Voie portée Voie franchie                                                    | Date       | Localisation                                | Wilaya      | Ref.             |
| -- | ----- | ---------------------------------------- | --------------- | --------------------------------------------------------------------- | ----- | ---------------------------------------------------------- | ---------------------------------------------------------------------------- | ---------- | ------------------------------------------- | ----------- | ---------------- |
| 1  |       | Pont-aqueduc du Oued Ilelouine           |                 | Hauteur : 35 mètres                                                   | 137   | Maçonnerie 3 niveaux (4, 8 et 17 arches plein cintre)      | Aqueduc de Cherchell (hors service) (longueur totale : 45 km) Oued Ilelouine | IIe siècle | Sidi Amar 36° 34′ 07,3″ N, 2° 17′ 24″ E     | Tipaza      | [ 1 ]            |
| 2  |       | Pont-aqueduc de l'Oued Bellah            |                 | Hauteur : 26 mètres                                                   | 288   | Maçonnerie 2 niveaux (26 et 38 arches plein cintre)        | Aqueduc de Cherchell (hors service) (longueur totale : 45 km) Oued Ilelouine | IIe siècle | Cherchell 36° 36′ 20,8″ N, 2° 14′ 08,8″ E   | Tipaza      | [ 1 ]            |
| 3  |       | Pont d'Antonin détruit en 1185           |                 | Construit durant le règne d'Antonin le Pieux                          | 60    | Maçonnerie 3 niveaux                                       | Rhummel                                                                      | IIe siècle | Constantine 36° 22′ 08″ N, 6° 37′ 04,8″ E   | Constantine | ,                |
| 4  |       | Pont romain d' El Kantara                |                 |                                                                       |       | Maçonnerie 1 arche plein cintre                            | Pont piétonnier Oued el Haï                                                  |            | El Kantara 35° 14′ 00,8″ N, 5° 42′ 05,7″ E  | Biskra      | [ Note 1 ] [ 4 ] |
| 5  |       | Pont-aqueduc de Aïn Zeboudja             |                 |                                                                       | 85    | Maçonnerie 2 niveaux (7 et 14 arches)                      | Aqueduc de Aïn Zeboudja (hors service) (longueur totale : 12 km)             | 1639       | Alger 36° 45′ 21,4″ N, 3° 01′ 52″ E         | Alger       | ,                |
| 6  |       | Pont d'El-Kantara (1792) détruit en 1857 | جسر باب القنطرة |                                                                       |       | Maçonnerie 2 niveaux                                       | Rhummel                                                                      | 1792       | Constantine 36° 22′ 08,2″ N, 6° 37′ 04,9″ E | Constantine | ,                |
| 7  |       | Pont du Diable (Constantine)             |                 | Pont du Diable                                                        |       | Maçonnerie 1 arche segmentaire                             | Pont piétonnier Rhummel                                                      | 1850       | Constantine 36° 21′ 42,3″ N, 6° 36′ 47,8″ E | Constantine | [ 7 ]            |
| 8  |       | Pont d'El-Kantara (1863) détruit en 1952 | جسر باب القنطرة |                                                                       | 128   | Arc Fonte, tablier porté Portée : 56 mètres                | Rhummel                                                                      | 1863       | Constantine 36° 22′ 08,7″ N, 6° 37′ 05″ E   | Constantine | ,                |
| 9  |       | Pont de Sidi Rached                      | سيدي راشد جسر   | Conçu par Paul Séjourné Portée : 68 mètres Hauteur libre : 102 mètres | 450   | Maçonnerie 27 arches doublées (2 principales), dalle béton | Avenue Zaabane Rhummel                                                       | 1912       | Constantine 36° 21′ 45,1″ N, 6° 36′ 49,6″ E | Constantine |                  |
| 10 |       | Pont d'El-Kantara (XXe siècle)           | جسر باب القنطرة |                                                                       | 128   | Arc Béton, tablier porté Portée : 56 mètres                | Rue Larbi Ben M'Hidi Rhummel                                                 | XXe siècle | Constantine 36° 22′ 08,4″ N, 6° 37′ 04,9″ E | Constantine | ,                |

## Grands ponts
Ce tableau présente les ouvrages ayant des portées supérieures à 100 mètres ou une longueur totale de plus de 3 000 mètres (liste non exhaustive).
|   | Photo | Nom                       | Arabe           | Portée | Long. | Type                                                             | Voie portée Voie franchie          | Date | Localisation                                      | Wilaya      | Ref.   |
| - | ----- | ------------------------- | --------------- | ------ | ----- | ---------------------------------------------------------------- | ---------------------------------- | ---- | ------------------------------------------------- | ----------- | ------ |
| 1 |       | Pont sur l'Oued Dib       | جسر بني هارون   | 280    | 620   | Haubané Tablier caisson béton, pylônes béton 111+280+111         | N27 Oued el Kebir                  | 1998 | Hamala 36° 33′ 54″ N, 6° 16′ 43,6″ E              | Mila        | [ 8 ]  |
| 2 |       | Viaduc Salah Bey          | جسر صالح باي    | 245    | 1119  | Haubané Tablier caisson béton, pylônes béton, suspension axiale  | Rhummel                            | 2014 | Constantine 36° 21′ 27,3″ N, 6° 36′ 52,2″ E       | Constantine | [ 9 ]  |
| 3 |       | Viaduc d'Oued Rekham      | جسر وادي الرخام | 200    | 745   | Poutre-caisson Béton précontraint 2 ouvrages jumelés 110+200+110 | Autoroute Est-Ouest A1 Oued Rekham | 2008 | Bouira 36° 25′ 50″ N, 3° 48′ 14,5″ E              | Bouira      | ,      |
| 4 |       | Viaduc du Ravin Blanc     |                 | 170    |       | Poutre-caisson Béton précontraint                                |                                    | 1986 | Oran                                              | Oran        |        |
| 5 |       | Pont de Sidi M'Cid        | جسر سيدي مسيد   | 164    | 164   | Suspendu Tablier poutres métalliques, pylônes maçonnerie         | Rhummel                            | 1912 | Constantine 36° 22′ 21,4″ N, 6° 36′ 51,9″ E       | Constantine | [ 12 ] |
| 6 |       | Passerelle Mellah-Slimane | جسر ملاح سليمان | 125    | 125   | Suspendu Tablier poutres métalliques, pylônes maçonnerie         | Passerelle Rhummel                 | 1925 | Constantine 36° 21′ 58,5″ N, 6° 36′ 54″ E         | Constantine |        |
| 7 |       | Pont de Mila-Grarem       |                 | 105    | 945   | Poutre-caisson Béton précontraint                                | N79A Rhummel                       | ?    | Mila - Grarem Gouga 36° 30′ 42,5″ N, 6° 18′ 09″ E | Mila        | [ 13 ] |